# يونس بن عبيد
هو أبو عبد الله يونس بن عبيد بن دينار العبدي البصري، تابعي، من حُفَّاظ الحديث الثِّقات ولد يونس في نهاية القرن الأول الهجري، وتُوفي يونس سنة 139 هـ أو 140 هـ.